# Warpaint (album)
Albums de Warpaint
The Fool
(2010) Heads Up
(2016)
Warpaint est le second album du groupe Warpaint.

## Liste des chansons
Toutes les chansons sont écrites et composées par Warpaint.
| 1.    | Intro           | 1:51 |
| 2.    | Keep It Healthy | 4:02 |
| 3.    | Love Is To Die  | 4:52 |
| 4.    | Hi              | 5:11 |
| 5.    | Biggy           | 5:55 |
| 6.    | Teese           | 4:42 |
| 7.    | Disco//Very     | 4:04 |
| 8.    | Go In           | 4:00 |
| 9.    | Feeling Alright | 3:33 |
| 10.   | CC              | 3:48 |
| 11.   | Drive           | 5:12 |
| 12.   | Son             | 4:07 |
| 51:16 |                 |      |

## Musiciens
- Jenny Lee Lindberg – basse
- Emily Kokal – guitare, chant
- Theresa Wayman – guitare, chant
- Stella Mozgawa – batterie